# Ophioscolex fragilis
Ophioscolex fragilis är en ormstjärneart som beskrevs av Addison Emery Verrill 1899. Ophioscolex fragilis ingår i släktet Ophioscolex och familjen skinnormstjärnor. Inga underarter finns listade i Catalogue of Life.